# بيت خليل (بني العوام)

تعديل مصدري - تعديل

بيت خليل هي إحدى قرى عزلة جبل نمر بمديرية بني العوام التابعة لمحافظة حجة، بلغ تعداد سكانها 315 نسمة حسب تعداد اليمن لعام 2004.